# Passeport samoan
Le passeport samoan est un document de voyage international délivré aux ressortissants samoans, et qui peut aussi servir de preuve de la citoyenneté samoane. 